# Tetragnatha protensa
Tetragnatha protensa là một loài nhện trong họ Tetragnathidae.
Loài này thuộc chi Tetragnatha. Tetragnatha protensa được miêu tả năm 1842 bởi Walckenaer.